# Język malajski
Język malajski (mal. bahasa Melayu, بهاس ملايو), czasem też „malajsko-indonezyjski” – język austronezyjski używany w różnych zakątkach Azji Południowo-Wschodniej. Jest rodzimym językiem Malajów zamieszkujących Półwysep Malajski, południową Tajlandię, Singapur oraz pewne regiony Sumatry i Borneo. Stanowi także język wehikularny (lingua franca) na obszarze Archipelagu Malajskiego (Nusantary). Jest językiem urzędowym Malezji i Brunei oraz jednym z czterech języków urzędowych Singapuru. W Indonezji i Timorze Wschodnim jest znany jako język indonezyjski – w tym pierwszym kraju służy jako język urzędowy, a w drugim pełni funkcję języka roboczego. Łącznie posługuje się nim szacunkowo 200–250 mln ludzi (2009).
Język malajski używany w Malezji to bahasa Melayu („język malajski”) lub bahasa Malaysia („język malezyjski”), natomiast w Singapurze i Brunei przyjęto jedynie nazwę bahasa Melayu. Język malajski został ponadto zaadaptowany do roli języka urzędowego przez Indonezję w momencie uzyskania przez ten kraj niepodległości, a jego miejscowy wariant, czerpiący z malajskiej tradycji literackiej, otrzymał nazwę bahasa Indonesia (język indonezyjski). Indonezyjski jest najbardziej rozpowszechnioną odmianą malajskiego. Ze względu na wielość ośrodków standaryzacji malajski jest zaliczany do języków policentrycznych (pluricentrycznych) .
Malajski charakteryzuje się dużym stopniem dyglosji, tj. znacznym rozwarstwieniem ze względu na sferę użycia i idącą za tym silnie zarysowaną różnicą między językiem pisanym a mówionym (według jednego z badań większą niż np. w przypadku niemieckiego i japońskiego). Dialekty języka malajskiego cechują się różnym poziomem wzajemnej zrozumiałości. Do rangi standardu została wyniesiona odmiana johor-riau, związana z tradycją piśmienniczą sułtanatu Johor-Riau. W Indonezji ta sama forma odegrała kluczową rolę w rozwoju języka indonezyjskiego.
Malezja i Indonezja dzielą w dużej mierze zbliżony (choć nie tożsamy) język standardowy, największe podziały językowe ujawniają się natomiast w przypadku odmian potocznych i regionalnych, które są silnie zróżnicowane wewnętrznie, podobnie jak np. języki słowiańskie czy odmiany języka arabskiego. Z perspektywy typologii standardowy malajski (w tym indonezyjski) ma w dużej mierze charakter aglutynacyjny, lecz odmiany potoczne, o uproszczonej morfosyntaktyce, zbliżają się do typu izolującego.
W lingwistyce funkcjonuje pojęcie języków malajskich, które oprócz języka malajskiego obejmuje szereg innych blisko spokrewnionych języków austronezyjskich. Na gruncie językoznawstwa nie wypracowano precyzyjnego rozróżnienia między językami malajskimi (odrębnymi językami austronezyjskimi) a różnymi dialektami j. malajskiego właściwego. Standard ISO 639-3 odnotowuje istnienie tzw. makrojęzyka malajskiego (kod: msa), w ramach którego grupuje szereg powiązanych języków malajskich.
W przeciwieństwie do wielu innych języków Azji Południowo-Wschodniej (choć zgodnie ze specyfiką języków austronezyjskich) malajski nie jest językiem tonalnym. Jest zapisywany alfabetem łacińskim, który w ogromnej mierze wyparł wcześniejsze pismo arabskie.

## Piśmiennictwo

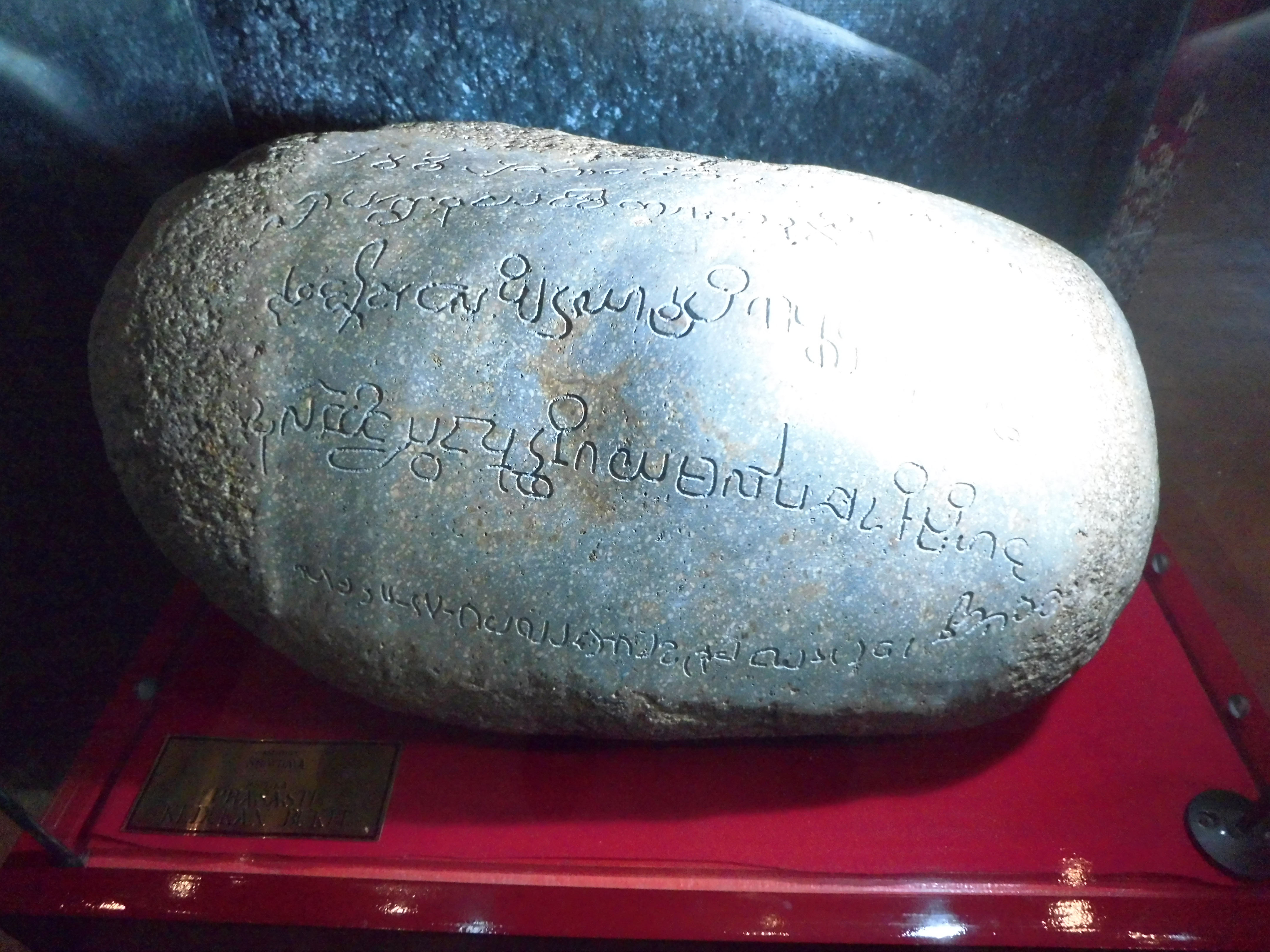
Inskrypcja z Kedukan Bukit na Sumatrze stanowi najstarszy zachowany tekst w języku staromalajskim.

Najwcześniejsze próbki pisanego języka malajskiego, w postaci kamiennych zapisów z VII w. n.e., zostały odkryte w południowej Sumatrze i na wyspie Bangka (dzisiejsza Indonezja). Na Sumatrze znaleziono najstarszą znaną inskrypcję w języku staromalajskim (inskrypcję z Kedukan Bukit), datowaną na 682 lub 683 r. Odkrycia tej inskrypcji dokonał w 1920 r. Holender M. Batenburg w Kedukan Bukit (Sumatra Południowa), nad brzegiem Tatangu, dopływu rzeki Musi. Jest to niewielki kamień o rozmiarach 45 cm × 80 cm. Wczesne teksty malajskie, zapisane przy użyciu wariantu pisma pallava (pochodzenia indyjskiego), charakteryzują się wysoce formalnym stylem języka, nasyconym zapożyczeniami z sanskrytu, i nie odzwierciedlają zwykłego języka mówionego. Z kolei najstarszym zachowanym rękopisem w języku malajskim jest XIV-wieczny rękopis z Tanjung Tanah, który reprezentuje późniejszy system zapisu, będący następcą pisma pallava.
W piśmiennictwie klasycznym języka malajskiego, pod wpływem kultury islamu, przyjęło się pismo jawi, wywodzące się z pisma arabskiego; najwcześniejszy przykład jego użycia to inskrypcja z Terengganu (1303 r.). Pod wpływem europejskim zainicjowano użycie alfabetu łacińskiego, który rozpowszechniał się wraz z szerzeniem chrześcijaństwa, zwłaszcza we wschodniej Indonezji. Od XVII w. notuje się stopniowy wzrost znaczenia alfabetu łacińskiego (na niekorzyść pisma jawi) w tym zakątku świata.
Do najstarszych zachowanych dokumentów malajskojęzycznych należą listy sułtana Abu Hayata z wyspy Ternate w archipelagu Moluków, wykorzystujące pismo jawi. Listy te sporządzono w latach 1521–1522 z zaadresowaniem do króla Portugalii. Język użyty w tych tekstach wykazuje znaczne wpływy obce, co świadczy o tym, że ich autor nie był rodowitym (ani w pełni biegłym) użytkownikiem języka malajskiego. Język ternate należy bowiem do niewielkiej rodziny północnohalmaherskiej i nie jest spokrewniony z (austronezyjskim) językiem malajskim. W XVI wieku malajski był w użyciu jako język handlowy wysp Azji Południowo-Wschodniej, w tym Moluków, ale nie służył w tym regionie jako język ojczysty.

## Historia
Język malajski ma duże znaczenie jako lingua franca w regionie Azji Południowo-Wschodniej i wywarł wpływ na różne języki Indonezji, Malezji, Brunei, Filipin i południowej Tajlandii. Objął swoim zasięgiem region zwany Nusantarą, od Sumatry (na zachodzie) po wybrzeża zachodniej Nowej Gwinei (na wschodzie). Świadectwem jego historycznego prestiżu jest obecność pożyczek malajskich w tekstach starojawajskich, z których niektóre są datowane na VIII w. n.e. W czasach przedkolonialnych pod dużym wpływem malajskiego znalazł się tagalog (tagalski), jeden z głównych języków Filipin. Pożyczki malajskie są obecne również w języku malgaskim, co sugeruje, że przodkowie dzisiejszych Malgaszów znaleźli się w sferze wpływów malajskich bardzo wcześnie, bo jeszcze w I tysiącleciu n.e., zanim zdążyli opuścić Azję Południowo-Wschodnią i dotrzeć do Afryki Wschodniej. Wszystkie te fakty wskazują na historyczną wagę języka malajskiego jako źródła zapożyczeń i środka kontaktów międzyetnicznych. W językach zachodniej Indonezji wpływy malajskiego dosięgnęły cech morfosyntaktyki, gdzie niejednokrotnie doszło do daleko idących zmian, rzutujących na typologię tych języków. Malajski był wykorzystywany przez królestwo Śriwidźaja (VII–XI w.) na Sumatrze, a następnie przez państwa Bintan, Tumasik, Malakka, Johore i Riau. Choć bardzo możliwe, że grupa języków malajskich wywodzi się z zachodniego Borneo, to za kolebkę języka i cywilizacji malajskiej uważa się południową Sumatrę.
Od XVI wieku źródłem informacji nt. języka malajskiego są m.in. klasyczne teksty malajskie – zbiór dawnych kronik, kodeksów i opowieści, sporządzonych w piśmie jawi, zmodyfikowanej wersji pisma arabskiego. Swój udział w rozwoju malajskiej tradycji literackiej miały ośrodki kulturowe takie jak Malakka i Johor-Riau. O ile język staromalajski cechował się obfitością pożyczek z sanskrytu, to w piśmiennictwie klasycznym zaczęły się pojawiać wpływy języka i filozofii arabskiej (np. słowa badan – „ciało”, dunia – „świat”, kabar – „wieści”, ilmu – „nauka”). Choć stosowany w nim język nie był jednolity (czerpał z różnych obszarów dialektalnych), to wypracował pewne konwencje stylistyczne i językowe, które odróżniały go od mówionych odmian języka malajskiego. Ugruntował się jako specyficzny styl literacki, o większym prestiżu niż ustne dialekty, a w czasach kolonialnych posłużył jako model dla oficjalnych form języka malajskiego.
Innym źródłem informacji lingwistycznych stały się spisy słów, opisy gramatyczne i zbiory tekstów opracowane przez wczesnych kolonistów. Najstarszą europejską listę słownictwa malajskiego sporządził w 1522 r. Włoch Antonio Pigafetta, uczestnik wyprawy Magellana. Dane leksykalne miały zostać zebrane na wyspie Ternate (lub Tidore) w Indonezji (archipelag Moluki, obecna prowincja Moluki Północne), co potwierdza historyczną obecność języka malajskiego w tym zakątku świata. W 1603 r. Fryderyk de Houtman wydał listę słów malajskich, malgaskich i holenderskich, wraz z materiałami do nauki malajskiego.
Z perspektywy socjolingwistyki istniało kilka szeroko pojętych form (typów społecznych) języka malajskiego, którymi posługiwano się jeszcze przed przybyciem pierwszych Europejczyków. Wyróżniono trzy zróżnicowane socjolekty: literacki język malajski, malajski bazarowy i dialekty tradycyjne. Malajski bazarowy (zwany również niskim) nigdy nie miał jednej specyfiki gramatycznej; charakteryzował się różnymi cechami, których użycie było zapewne uzależnione od pochodzenia ich użytkowników. Można jednak wskazać szereg cech, które odróżniają dzisiejsze odmiany niskie od pozostałych odmian malajskiego; są nimi: uproszczona morfologia i szersze wykorzystanie czasowników posiłkowych, często uproszczona fonologia, użycie orang („człowiek”) jako wykładnika liczby mnogiej w zaimkach osobowych, tworzenie konstrukcji dzierżawczych przy użyciu łącznika punya i szyku possessor-possessum (określnik dzierżawczy występuje przed rzeczownikiem określanym), uboższy zasób przyimków. Tradycyjne, autochtoniczne dialekty języka malajskiego, które tworzą kolejną kategorię jego odmian, w mniejszym stopniu uległy wpływom języków obcych; w odróżnieniu od odmian bazarowych są językami rodzimych społeczności malajskojęzycznych.
W XVI i XVII w. malajski znalazł się w strefie wpływów europejskich. Stał się językiem chrześcijaństwa, zwłaszcza we wschodniej części archipelagu indonezyjskiego. W tym samym czasie zaczął być zapisywany alfabetem łacińskim i zaczerpnął liczne elementy słownictwa portugalskiego i holenderskiego. Są to np. słowa sepatu – „but”, topi – „kapelusz”, tempo – „czas” (z portugalskiego); duit – „pieniądze”, jelek – „brzydki”, bak – „zbiornik” (wczesne pożyczki holenderskie).
W Holenderskich Indiach Wschodnich język malajski był używany i promowany w szerokim zakresie domen życia publicznego. Pierwsze gazety w języku malajskim pojawiły się w Surabai (1856), a poza archipelagiem indonezyjskim – w Sri Lance (1869). W późniejszym okresie gazety indonezyjskie drukowano na Jawie i w Medanie. Na początku XX wieku dzieła lingwistyczne, które sporządził Charles Adriaan van Ophuijsen, przyczyniły się do standaryzacji języka malajskiego w Indonezji. Pisarz Raja Ali Haji stworzył gramatykę i słownik języka malajskiego, stał się także głównym informatorem podczas prac nad słownikiem malajsko-holenderskim. Polityka holenderskiego rządu kolonialnego, który stronił od popularyzacji języka niderlandzkiego, była oparta na idei, że liczba Indonezyjczyków władających holenderskim powinna pozostać niska. W związku z tym język ten znajdował się poza zasięgiem miejscowej ludności archipelagu i w większym stopniu stawiano na promocję języka malajskiego.
Na pierwszą połowę XX wieku datuje się wzrost rozwoju technicznego i gospodarczego Indonezji, a także powstanie indonezyjskiego nacjonalizmu. W 1928 r. doszło do złożenia Przysięgi Młodzieży i afirmacji języka malajskiego (od tej chwili zwanego indonezyjskim) jako języka jedności narodowej. Ostatecznie w 1945 r. indonezyjski został wyniesiony do rangi języka narodowego niepodległej Indonezji. Język indonezyjski rozwija się do dziś i przejmuje elementy indonezyjskich języków regionalnych (zwłaszcza jawajskiego). Niezależnie od tego na terenie Indonezji utrzymały się liczne odmiany o zasięgu regionalnym, które współistnieją z indonezyjskim językiem standardowym. Pośród dialektów lokalnych są m.in. odmiany kontaktowe i handlowe (czasami uważane za języki kreolskie), w tym malajski wyspy Ternate, malajski miasta Manado i malajski amboński (ze wschodniej Indonezji). Odmiany wschodnioindonezyjskie stanowią pochodną hipotetycznej kontaktowej odmiany malajskiego (Eastern Indonesia Trade Malay), która powstała w północnych Molukach lub w archipelagu Banda, a następnie rozprzestrzeniła się poza swój region pod wpływem znaczenia tych wysp w handlu korzennym. Z kolei do rozwoju potocznego języka Dżakarty (Colloquial Jakarta Indonesian) przyczynił się dialekt zwany malajskim betawi, tradycyjnie związany z rejonem stolicy. W praktyce dżakarcki indonezyjski stał się językiem krajowej popkultury, o oddziaływaniu ponadregionalnym. Zróżnicowane odmiany malajskiego/indonezyjskiego, używane w komunikacji nieoficjalnej, stopniowo wypierają inne języki kraju.
W Malezji przyjęcie malajskiego w roli języka narodowego okazało się znacznie trudniejsze niż w Indonezji. O ile językiem tym władało 80% mieszkańców kraju, to stosunkowo niewielka część ludności znała jego odmianę standardową (w komunikacji codziennej przeważały lokalne dialekty, często bardzo odrębne od języka literackiego, a ludność pochodzenia chińskiego i indyjskiego posługiwała się bazarową formą malajskiego). Jednocześnie malajski musiał konkurować z angielskim, który dominował w nauce, technice czy mediach; ponadto ten drugi był (i nadal jest) językiem o znaczeniu światowym. Brak odpowiednich materiałów i wyrazów technicznych w języku narodowym stał się przeszkodą dla powodzenia edukacji wyższej, zarówno w Malezji, jak i Indonezji. Wcześniejszy rozwój języka indonezyjskiego sprawił, że w standaryzacji malajskiego w Malezji znaczny udział miały modele indonezyjskie (w zakresie materiałów edukacyjnych, terminologii i tradycji literackiej). Sytuację językową w kraju dodatkowo komplikuje fakt obecności mniejszości chińskiej i mniej licznej indyjskiej.
Po odłączeniu się Singapuru od Malajów w 1965 r. malajski pozostał językiem narodowym, przy czym malajski nie jest faktycznie większościowym językiem kraju. W niepodległym Singapurze statusem języka urzędowego objęto cztery języki: angielski, malajski, mandaryński i tamilski. Singapur to kraj zróżnicowany etnicznie; większość Singapurczyków jest pochodzenia chińskiego, a malajski stanowi język ojczysty dla 15% populacji. W Singapurze odnotowano wzrost użycia angielskiego wśród rodzin malajskich, na niekorzyść języka ojczystego. Malajski (w odmianie standardowej) to także język urzędowy Brunei Darussalam, jednakże dużą rolę w kraju odgrywa również język angielski. W roli lingua franca przyjął się natomiast odrębny, lokalny dialekt języka malajskiego. W Timorze Wschodnim indonezyjski był wyłącznym językiem edukacji i w niepodległym kraju wciąż ma wysoką rangę społeczną.

## Alfabet i wymowa
Język malajski zapisuje się współcześnie pismem łacińskim. W przeszłości były znane pisma pochodzenia indyjskiego. Wraz z nadejściem islamu (XIV–XV w.) ukształtowała się lekko zmodyfikowana wersja pisma arabskiego, zwana jawi. Pismo arabskie wciąż jest wykorzystywane, aczkolwiek w ograniczonym zakresie (w Malezji i Brunei). Poniższe zestawienie przedstawia wykaz różnic w standardowym zapisie łacińskim języków malajskiego i polskiego:
- A może oznaczać samogłoskę centralną lub tylną (jak w polskim)
- C = polskie „ć”
- E może oznaczać samogłoskę półotwartą (jak w polskim) lub półprzymkniętą (jak w polskim między spółgłoskami miękkimi), może też oznaczać szwę [ə]
- H jest głoską krtaniową jak w j. angielskim (w polskim miękkopodniebienną), bezdźwięczną; w wygłosie niewymawiane
- J = polskie „dź”
- Kh = polskie „ch”
- Ng miękkopodniebienne jak w polskim słowie „ręka” ['rεŋka]
- Ny = polskie „ń”
- Q oznacza spółgłoskę języczkową (polskie „k” jest miękkopodniebienne)
- R może oznaczać spółgłoskę drżącą (jak w polskim) lub uderzeniową (występuje w j. polskim przy mniej starannej wymowie)
- Sy = polskie „ś”
- V może oznaczać głoskę wargowo-zębową dźwięczną szczelinową (jak polskie „w”) lub wargowo-zębową dźwięczną półotwartą
- W  = polskie „ł”
- Y = polskie „j”

Oprócz spół- i samogłosek występują też dyftongi.
| Pisownia | IPA      |
| -------- | -------- |
| ai       | [aɪ̯, ai] |
| au       | [aʊ̯, au] |
| ua       | [ua]     |

W piśmie jawi ukazywała się niegdyś gazeta „Utusan Melayu”. W sułtanacie Brunei pismo jawi jest promowane jako element tożsamości narodowej i istnieje wymóg jego użycia w przestrzeni publicznej (na znakach drogowych, tablicach reklamowych i szyldach).

## Różnice między malezyjskim a indonezyjskim
Z punktu widzenia lingwistyki formy języka malajskiego używane w Singapurze, Brunei i Malezji oraz język narodowy Indonezji tworzą ten sam język. Jego standardowe (literackie) formy są do siebie zbliżone i wzajemnie zrozumiałe. Dodatkowo różnice między standardem z Malezji a krajowymi odmianami z Brunei i Singapuru są wyjątkowo nieznaczne. Malajski jest zatem wliczany w poczet języków policentrycznych (pluricentrycznych), czyli takich, które mają więcej niż jedną odmianę narodową i standardową . Różnice między oficjalnymi odmianami malajskiego wynikają w większym stopniu z uwarunkowań zewnętrznych aniżeli z fundamentalnych różnic na poziomie systemu języka.
Różnice między odmianami standardowymi z Malezji i Indonezji dotyczą cech leksyki, wymowy i łączliwości morfologicznej. W zakresie słownictwa indonezyjski odróżnia się większym zasobem zapożyczeń z jawajskiego oraz niderlandzkiego. Przykładowo słowo „poczta” w Malezji to pejabat pos, a w Indonezji – kantor pos (postkantoor po niderlandzku znaczy „poczta”). Jawajczycy stanowią największą grupę etniczną Indonezji, a język jawajski jest najbardziej istotnym spośród lokalnych źródeł wpływów. Historycznie istniały również różnice w szacie ortograficznej obu standardów. We wczesnej ortografii indonezyjskiej dźwięk „u” był reprezentowany przez „oe”, tak jak w niderlandzkim, do momentu reformy w 1947 r. Między ortografiami występowały też inne rozbieżności; np. dźwięk „ć”, w dawnym zapisie malezyjskim oddawany przez „ch”, w Indonezji do pocz. lat 70. XX w. był zapisywany jako „tj” (dziś „c”). W 1972 r. wprowadzono reformę pisowni, która ujednoliciła sposób zapisu w Malezji i Indonezji. W niepodległej Indonezji międzynarodowy angielski urósł do rangi najważniejszego języka obcego i kluczowego źródła innowacji językowych, wypierając w tej roli dotychczasowy niderlandzki.
Zjawisko wzajemnej zrozumiałości dotyczy przede wszystkim narodowych standardów, które znajdują zastosowanie w piśmiennictwie i oficjalnych sferach życia, choć nie funkcjonują w swobodnej praktyce językowej (zob. dyglosja). Dużo słabszym poziomem wzajemnej zrozumiałości charakteryzują się odmiany potoczne i regionalne, które są znacznie silniej zróżnicowane wewnętrznie niż standardy języka malajskiego. Bariera językowa dotyczy chociażby konsumpcji mediów, co objawia się np. słabą zrozumiałością indonezyjskich seriali telewizyjnych dla odbiorców malezyjskich. Istnieje tendencja do coraz silniejszego oddalania się indonezyjskiego od malajskiego z krajów ościennych. Przyczyniają się do tego kwestie tożsamości narodowej, współistnienie indonezyjskiego z licznymi językami etnicznymi oraz większa styczność z krajowymi środkami masowego przekazu. Od momentu ustanowienia Majlis Bahasa Indonesia-Malaysia w 1972 r. wysiłki na rzecz koordynacji rozwoju języka standardowego ograniczają się do harmonizacji aspektów ortografii i terminologii.
Indonezyjczycy zwykle podkreślają odrębność języka indonezyjskiego od odmian malajskiego z sąsiednich krajów. W kontekście indonezyjskim nazwa „język malajski” określa jeden z języków regionalnych kraju, tj. rodzimy język ludności zamieszkującej Sumatrę i archipelag Riau. Termin „język indonezyjski”, w odróżnieniu od określenia „język malajski”, nie sugeruje związku indonezyjskiego języka narodowego z konkretną grupą etniczną (Malajami).
| polski       | malezyjski                        | indonezyjski                                       |
| ------------ | --------------------------------- | -------------------------------------------------- |
| marzec       | Mac (z ang. March) / bulan ketiga | Maret (z niderl. Maart)                            |
| sierpień     | Ogos (z ang. August)              | Agustus (z niderl. Augustus)                       |
| bilet        | tiket (z ang. ticket)             | karcis (z niderl. kaartje) / tiket (z ang. ticket) |
| apteka       | farmasi (z ang. pharmacy)         | apotek (z niderl. apotheek)                        |
| telewizja    | televisyen                        | televisi (z niderl. televisie)                     |
| uniwersytet  | universiti                        | universitas (z niderl. universiteit)               |
| samochód     | kereta                            | mobil                                              |
| mówić        | bercakap                          | berbicara                                          |
| sklep        | kedai                             | toko                                               |
| poniedziałek | Isnin                             | Senin                                              |
| restauracja  | restoran                          | rumah makan / restoran                             |
| toaleta      | tandas                            | toilet / kamar kecil                               |
| miasto       | bandar                            | kota                                               |
| stolica      | ibu negara                        | ibu kota                                           |